# دیوید مرسر (وزنه‌بردار)
دیوید مرسر (انگلیسی: David Mercer؛ زادهٔ ۱۶ آوریل ۱۹۶۱) وزنه‌بردار اهل بریتانیا بود.